# Zeche Massener Tiefbau
Die Zeche Massener Tiefbau war ein Steinkohlenbergwerk im Gebiet von Dortmund-Wickede und Unna-Massen. Das Bergwerk war auch unter dem Namen Zeche Massener Tiefbau I bekannt. Ab dem Jahr 1911 wurde das Bergwerk Zeche Massen genannt. Die Zeche Massener Tiefbau gehörte zu den Gründungsmitgliedern des Rheinisch-Westfälischen Kohlen-Syndikats.

## Geschichte

### Die Anfänge
Bereits in der Mitte des 19. Jahrhunderts wurden erste Bohrungen nach Kohle in den Kurler Weiden, in Lanstrop und in Husen niedergebracht. Am 21. Juni 1854 wurde die Gewerkschaft Massener Gesellschaft für Kohlenbergbau gegründet. Die Gewerkschaft erwarb ein Grubenfeld zwischen Massen und Wickede. Das Feld hatte eine Größe von 23,1 km². Das Abteufen der Schächte 1 und 2 der Zeche Massener Tiefbau begann im Jahr 1855. Beide Schächte wurden in Wickede angesetzt. Schacht Massen 1 wurde auch mit Namen Schacht Carl bezeichnet. Der Schacht diente der Förderung. Schacht Massen 2 wurde neben Schacht Massen 1 angesetzt und war als Wasserhaltungsschacht vorgesehen. Im Jahr 1856 kam es im Feld Massen zu starken Wasserzuflüssen. Am 25. Januar desselben Jahres wurde das Geviertfeld Massen VI verliehen. Im selben Jahr begann man, eine zweite Tiefbauanlage im Nordfeld zu bauen. In Kurl wurden die Teufarbeiten für die beiden Schächte Asseln 1 und Asseln 2 begonnen. Die beiden Schächte befanden sich 1400 Lachter nordwestlich der Massener Schächte. Am 27. Januar des darauffolgenden Jahres wurde das Feld Massen II und am 22. Februar das Feld Massen IV verliehen. Im selben Jahr erreichte der Schacht Massen 2 bei einer Teufe von 83 m das Karbon. An Schacht 1 wurden die Teufarbeiten bei einer Teufe von 31 m gestundet. Außerdem wurden in diesem Jahr die Felder Massen I, Massen XII, Asseln VIII, Asseln X bis Asseln XIV verliehen. Zusätzlich wurden die Felder Massen III und Massen XI zum Abbau von Eisenerz und Steinkohle verliehen. Im Jahr 1858 wurden weitere acht Felder verliehen. Im Schacht Massen 1 wurden zunächst die Teufarbeiten wieder aufgenommen, jedoch wurden die Teufarbeiten bei einer Teufe von 38 m erneut gestundet. An Schacht 2 liefen die Teufarbeiten weiter. Im Jahr 1859 wurde im Schacht Massen 2 bei einer Teufe von 123 m (− 38 m NN) die Wettersohle als 1. Sohle angesetzt. Im selben Jahr wurde bei einer Teufe von 162 m die 2. Sohle angesetzt.

### Die ersten Betriebsjahre
Im September 1859 wurde mit der Förderung begonnen. Im Baufeld Asseln wurde bei einer Teufe von 176 m das Karbon erreicht. Bei einer Teufe von 184 m (− 110 m NN) wurde eine Hilfs-Wettersohle angesetzt. Anschließend wurde bei einer Teufe von 190 m (− 116 m NN) die 1. Sohle angesetzt. Im Dezember desselben Jahres wurde von der Bergbehörde die Seilfahrt genehmigt. Im Baufeld Asseln wurde im selben Monat mit einer geringen Förderung für den Eigenbedarf begonnen. Die Förderung erfolgte zunächst nur im westlichen Schacht (Asseln 1), da der östliche Schacht (Asseln 2) noch nicht genügend abgeteuft war. Die Kohlen wurden mit einem eisernen Förderkübel gefördert, zur Förderung wurde ein dampfgetriebener Haspel verwendet. Da zu dem Zeitpunkt noch keine Sieberei und keine Kohlenwäsche vorhanden waren, wurden die geförderten Kohlen manuell in Waggons verladen und während des Verladevorganges von Hand ausgeklaubt. Im Jahr 1860 erhielt das Bergwerk einen Eisenbahnanschluss. Im Jahr darauf wurde im Baufeld Asseln bei einer Teufe von 255 m die 2. Sohle angesetzt. Zu dieser Zeit gehörte das Bergwerk zum Oberbergamtsbezirk Dortmund und dort zum Bergrevier Hamm. Im Baufeld Massen waren in diesem Jahr bereits drei Flöze in Verhieb genommen worden. Im nördlichen Wetterquerschlag waren ein 51 Zoll und ein 26 Zoll mächtiges Flöz durchörtert worden. Hinter den Flözen war eine Störung angefahren worden. Im Baufeld Asseln wurden mehrere Verwerfungen angefahren. Auf der Wettersohle wurden zwei Querschläge, jeweils einer in Richtung Norden und einer in Richtung Süden, aufgefahren. Dabei wurden mehrere Flöze angefahren, die eine große Mächtigkeit von bis zu 90 Zoll hatten. Noch im selben Jahr wurde im Schacht Asseln 2 die Förderung aufgenommen, Schacht 1 wurde nun für die Wasserhaltung genutzt. Zu dieser Zeit traten zunehmend Probleme mit Schlagwettern auf. Am 26. März kam es auf dem Bergwerk zu einer Schlagwetterexplosion, bei der fünf Bergleute getötet wurden. Im Schacht Asseln 1 (westlicher Schacht) wurden die ersten Förderkörbe eingebaut. Außerdem wurde zwischen den beiden Schächten die erste Fördermaschine installiert. Am 6. September desselben Jahres kam es zu einer weiteren Schlagwetterexplosion, bei der vier Bergleute ihr Leben verloren. Nachdem im Jahr 1862 zwei weitere Grubenfelder verliehen worden waren, wurden sieben Geviertfelder an das Hörder Kohlenwerk abgegeben.
Im Jahr 1863 wurde die Anlage Asseln 1/2 umbenannt in Courl 1/2. Am 14. April desselben Jahres wurde die bergbehördliche Genehmigung zur Konsolidierung aller Felder unter dem Namen „Massener Tiefbau“ erteilt. Das Grubenfeld hatte eine Größe von 58,4 km² und war zu diesem Zeitpunkt das größte Grubenfeld eines einzelnen Bergwerks in Westfalen. Auf der Wettersohle wurde der Querschlag nach Norden bis auf eine Länge von 190 Lachtern weiter aufgefahren. Bei der Auffahrung wurde ein 26 Zoll mächtiges, unregelmäßiges, Flöz durchörtert. Mit der westlichen Wetterstrecke wurde eine Verwerfung angefahren. Auf der Teilsohle wurde der nördliche Querschlag bis auf eine Länge von 280 Lachtern weiter aufgefahren. In der westlichen Sohlenstrecke wurde bei einer Auffahrungslänge die Hauptstörung angefahren. Im Bereich von Schacht 1 wurde auf der 1. Sohle eine Schachtunterfahrung erstellt. Im Oktober 1864 kam es zu einem Wassereinbruch. Als Folge davon musste der Betrieb für drei Monate unterbrochen werden. Im Jahr 1865 wurde der Schacht 1 ab der 1. Sohle mittels Aufbruch fertiggestellt. Im Baufeld Courl kam es am 2. September desselben Jahres zu einer Schlagwetterexplosion, bei der vier Bergleute getötet wurden. Im darauffolgenden Jahr wurde nun im Baufeld der Schacht 1 bis zur 2. Sohle fertiggestellt. Im selben Jahr wurde mit der Förderung im Schacht 1 begonnen. Der Schacht 2 diente fortan der Wasserhaltung und der Seilfahrt. Am 19. Oktober desselben Jahres wurde das Feld Massen XX verliehen. Im Jahr 1868 wurde auf dem Betriebsbereich Courl der Schacht 2 bis zur 3. Sohle tiefer geteuft. Diese Sohle lag bei einer Teufe von 309 m (− 235 m NN). Der Schacht erhielt eine neue Fördermaschine und wurde als Förderschacht eingesetzt. Im Jahr 1870 wurden die Teufarbeiten am Schacht 1 wieder aufgenommen und der Schacht wurde tiefer geteuft. Der Wasserhaltungsschacht wurde dabei um 31 Lachter bis auf eine Teufe von 118 Lachter tiefer geteuft. Am 7. März des Jahres kam es auf Massen 1/2 zu einer Schlagwetterexplosion, bei der sieben Bergleute ihr Leben verloren. Das Bergwerk gehörte zu dieser Zeit zum Bergrevier Oestlich Dortmund.

### Der weitere Ausbau des Bergwerks
Aufgrund finanzieller Schwierigkeiten waren die Bergwerkseigentümer gezwungen zu handeln. Deshalb wurde im Jahr 1871 die Anlage Courl 1/2 verkauft. Die Anlage Courl wurde dadurch selbständig. Die Berechtsame Massen umfasste zu diesem Zeitpunkt eine Fläche von 21,7 km². Im selben Jahr wurde im Schacht Massen 1 bei einer Teufe von 270 m (− 185 m NN) die 3. Sohle angesetzt. Im darauffolgenden Jahr wurde für die Bewetterung anstelle des Wetterofens ein Grubenlüfter installiert. Am 2. Juli 1873 kam es erneut zu einer Schlagwetterexplosion; hierbei wurden vier Bergleute getötet. Am 21. August wurde mit bergbehördlicher Genehmigung eine Begradigung der östlichen Markscheide durchführt. Mit der Zeche Königsborn wurde ein 1,9 km² großes Feldesteil getauscht. Die Berechtsame umfasste nun eine Fläche von 21,4 km². Im darauffolgenden Jahr kam es zu einem Wassereinbruch. Aus diesem Grund musste die 3. Sohle gesümpft werden, und wegen der hohen Wasserzuflüsse musste ein Feldesteil abgedämmt werden. Als Folge davon wurde die Förderung zeitweise eingestellt. Am 15. März 1877 wurde das Unternehmen umgewandelt in die Gewerkschaft Massen. Ab dem Jahre 1882 wurden auf der Zeche Massen eine Kokerei betrieben. Am 19. September 1883 ereignete sich eine Schlagwetterexplosion mit 16 Toten. Im Jahr 1885 wurden die Teufarbeiten an Schacht 2 wieder aufgenommen und es wurde begonnen, den Schacht tiefer zu teufen. Im darauffolgenden Jahr wurde im Schacht 2 bei einer Teufe von 384 m (− 301 m NN) die 4. Sohle angesetzt. Der Schacht wurde bis auf eine Endteufe von 398 m (− 315 m NN) weiter geteuft. Im Jahr 1888 wurde auf dem Bergwerk an die Bergleute Brot und Kleidung zu Selbstkosten verkauft.
Im Jahr 1889 ging die Gewerkschaft Massen in die Massener Bergbau AG über. Am 30. Januar 1890 stürzte im Schacht 2 ein Förderkorb ab. Bedingt dadurch musste die Förderung bis zum 10. Februar desselben Jahres eingestellt werden. Am 12. Oktober desselben Jahres zerstörte ein Brand das Schachtgebäude des Förderschachtes und die Separation vollständig. Bedingt dadurch war die Förderung für sechs Wochen nur eingeschränkt möglich. Im Jahr 1891 erhielt der Schacht 1 ein eisernes Fördergerüst. Um das sogenannte Mergelwasser abzuleiten, wurde in diesem Jahr südlich der Schächte 1/2 ein Hilfsschacht abgeteuft. Der Schacht erreichte eine Teufe von 39 m. In dieser Teufe wurde ein Ortsdurchschlag mit dem Alten Schacht erstellt. Im Jahr 1895 wurde mit dem Abteufen von Schacht 3 begonnen. Der Schacht wurde in Unna-Niedermassen, 1,4 km nordöstlich der Schächte 1/2, angesetzt. Im Jahr 1896 erreichte der Schacht bei einer Teufe von 114 m das Karbon. Noch im selben Jahr wurde der Schacht mit der 2. Sohle durchschlägig. Im Jahr 1897 erreichte der Schacht 3 die 3. Sohle und ging anschließend in Förderung. In diesem Jahr waren auf dem Bergwerk mehrere Flöze in unterschiedlichen Abteilungen in Verhieb. Oberhalb der vierten Sohle wurde in den Flözen Hühnerhacke und Kirschbaum abgebaut. Im nördlichen Baufeld wurden die Flöze A, Nr. 1, Nr. 2, Nr. 2 3/4, Nr. 3, bis Nr. 6 zum Teil noch vorgerichtet. Teilweise fand aber auch hier schon Abbau statt. Im Baufeld von Schacht II wurden bei der Auffahrung der Abteilungsquerschläge stark gestörte Gebirgsschichten angetroffen. Am 15. November desselben Jahres wurde eine Kokerei in Betrieb genommen. Die Kokerei war mit 60 Öfen ausgestattet. Außerdem wurden in diesem vier neue Kornwallkessel, die mit Kokereigas beheizt wurden, in Betrieb genommen. Im Jahr darauf wurden die Teufarbeiten an Schacht 1 wieder aufgenommen und der Schacht wurde tiefer geteuft. Bei einer Teufe von 365 m (− 295 m NN) wurde die 4. Sohle angesetzt. Der Schacht wurde bis auf eine Endteufe von 378 m (− 308 m NN) weiter geteuft. Im Jahr 1900 wurde mit den Teufarbeiten von Schacht 4 begonnen. Der Schacht wurde in Niedermassen in der Nähe der Reckerdingsmühle angesetzt. Der Schacht befand sich 1,3 km östlich von Schacht 3.

### Der weitere Betrieb
Im Jahr 1901 wurde Übertage begonnen zwischen den Schächten 3 und 4 eine Seilbahn zu installieren. Im selben Jahr erreichte der Schacht 4 bei einer Teufe von 114 m das Karbon. Bei einer Teufe von 135 m (− 68 m NN) wurde die 1. Sohle angesetzt. Noch im selben Jahr wurde der Schacht mit der 2. Sohle durchschlägig. In diesem Jahr wurden auf dem Bergwerk 14 Feierschichten verfahren. Im darauffolgenden Jahr wurden am Schacht 2 weitere Teufarbeiten durchgeführt. In diesem Jahr wurden auf dem Bergwerk weitere 17 Feierschichten verfahren. Im Jahr 1903 wurde vom Wetterschacht 4 aus das im Jahr 1900 abgedämmte Nordostfeld gesümpft. Im selben Jahr wurde die Seilbahn zwischen den Schächten 3 und 4 fertiggestellt. Die Seilbahn wurde für den Transport von Versatzbergen genutzt. Im Jahr 1905 wurde im Schacht 2 bei einer Teufe von 554 Metern (− 470 m NN) die 5. Sohle angesetzt. Der Schacht wurde bis auf eine Teufe von 559 m geteuft. Im selben Jahr wurde die Seilbahn von Schacht 3 bis zum Betriebsbereich Massen 1/2 verlängert. Nachdem der Schacht 1 komplett umgebaut worden war, erfolgte im Jahr 1906 die Förderung bis zur 4. Sohle. Im Jahr 1909 wurde auf der 4. Sohle begonnen, ein Gesenk neben Schacht 3 abzuteufen. Auf der 3. Sohle erreichte die östliche Richtstrecke im selben Jahr eine Länge von 2,5 km. Ab dem Jahr 1910 wurde das Bergwerk nur noch Zeche Massen genannt. Im Jahr 1911 übernahm die AG Buderus’sche Eisenwerke aus Wetzlar die Bergbau-Aktiengesellschaft Massen. Zum 1. April wurde auf dem Betriebsteil 1/2 eine Brikettfabrik in Betrieb genommen. Im Gesenk an Schacht 3 wurde im selben Jahr bei einer Teufe von 532 m (− 463 m NN) die 5. Sohle angesetzt. Am 30. Juni des Jahres wurde das Feld Buderus erworben. Das Feld hatte eine Größe von 1,5 km². Um die Mitte des Jahres 1916 wurde die Brikettfabrik stillgelegt. Im Jahr 1920 wurde im Gesenk an Schacht 3 bei einer Teufe von 650 m (− 566 m NN) die 6. Sohle angesetzt. Die Berechtsame umfasste zu diesem Zeitpunkt eine Fläche von 22,9 km². Im Jahr 1923 wurde der Wetterschacht 3 mit der 3. Sohle durchschlägig. Im selben Jahr wurde die Brikettfabrik wieder in Betrieb genommen.

### Die letzten Jahre bis zur Stilllegung
Im Jahr 1924 wurde mit den Teufarbeiten für den Schacht 5 begonnen. Der Schacht wurde in Massen in der Bahnhofsstraße angesetzt. Im selben Jahr erreichten die Wasserzuflüsse im Feld Massen einen Wert von 17 m³ pro Minute. Am 1. Juli des Jahres 1925 wurde der Betriebsteil Massen 1/2 stillgelegt. Am 23. Dezember desselben Jahres kam es zu einem Besitzerwechsel, neuer Besitzer war die Gewerkschaft Siebenplaneten. Am 31. Dezember wurden die Schächte 3 und 4 sowie der Teufschacht 5 wegen Unwirtschaftlichkeit stillgelegt. Die Schächte 1, 2, 3 und 4 erhielten im darauffolgenden Jahr jeweils einen Betondeckel und wurden zunächst offengehalten. Die Tagesanlagen wurden abgerissen und der Schacht 5 sowie der Mergelschacht wurden verfüllt. Im Jahr 1928 wurde ein 1,4 km² großer Feldesteil an die Zeche Alter Hellweg abgegeben. Die Berechtsame umfasste nun eine Fläche von 21,5 km². Im Jahr 1936 wurde ein Teil des Feldes an die Zeche Caroline abgegeben. Im selben Jahr wurden die Schächte 1/2 teilverfüllt. Im Jahr 1951 wurde das restliche noch vorhandene Grubenfeld an die Gewerkschaft Alter Hellweg (Heinrich Bergbau AG) verkauft. Im Jahr 1962 wurde der Schacht 3 mit einem Betondeckel versehen und die Schächte Massen 1 und 2 wurden komplett verfüllt.

## Förderung und Belegschaft
Auf dem Bergwerk wurden leichte Fettkohlen mit einer mittleren Qualität gefördert. Die ersten bekannten Förder- und Belegschaftszahlen stammen aus dem Jahr 1859; damals waren 92 Bergleute auf dem Bergwerk beschäftigt, die eine Förderung von 5102 preußischen Tonnen Steinkohle erbrachten. Im Jahr 1860 wurde eine Förderung von 3286 Tonnen erbracht. Im Jahr 1865 wurden mit 407 Beschäftigten 54.731 Tonnen gefördert. Im Jahr 1870 wurde eine Förderung von 185.539 Tonnen erzielt. Diese Förderung wurde von 842 Bergleuten erbracht. Im Jahr 1875 sank die Förderung auf 67.961 Tonnen. Die Belegschaftszahl lag in diesem Jahr bei 397 Beschäftigten. Im Jahr 1880 wurde mit 582 Beschäftigten eine Förderung von 208.763 Tonnen erbracht. Im Jahr 1885 wurden mit 795 Beschäftigten 232.382 Tonnen gefördert. Im Jahr 1890 sank die Förderung auf 212.919 Tonnen. Die Belegschaftszahl lag in diesem Jahr bei 864 Beschäftigten.
Im Jahr 1895 wurden mit 1212 Beschäftigten 304.537 Tonnen gefördert. Im Jahr 1900 überschritt die Förderung zum ersten Mal die 500.000-Tonnen-Marke. Mit 2301 Beschäftigten wurden 551.358 Tonnen gefördert. Im Jahr 1905 sank die Förderung auf 473.024 Tonnen. Die Belegschaftszahl lag in diesem Jahr bei 1995 Beschäftigten. Im Jahr 1910 wurden mit 2314 Beschäftigten 576.000 Tonnen gefördert. Die maximale Förderung des Bergwerks wurde im Jahr 1913 erzielt, mit 2807 Beschäftigten wurden 659.762 Tonnen gefördert. Im Jahr 1915 wurden mit 1947 Beschäftigten eine Förderung von 459.074 Tonnen erzielt. Im Jahr 1920 betrug die Förderung 490.576 Tonnen. Die Belegschaftszahl lag in diesem Jahr bei 3577 Beschäftigten. Im Jahr 1925 waren noch 3795 Mitarbeiter auf dem Bergwerk beschäftigt, es wurden 520.950 Tonnen gefördert. Dies sind die letzten bekannten Förder- und Belegschaftszahlen.

## Heutiger Zustand
Von der Schachtanlage 1/2 zeugen am Altwickeder Hellweg an der Stadtgrenze zwischen Dortmund und Unna nur noch die Zechenmauer, ein Betriebsgebäude sowie die beiden Schachtabdeckungen. Das Gelände wird heute privat genutzt. Neben der ehemaligen Anlage liegt noch eine Bergehalde, die aber nur eine Höhe von 10 m hat. Der größte Teil der ehemals deutlich höheren Halde wurde in den 1970er Jahren für den Bau der Autobahn A44 verwendet. Die Reste der Halde sind heute teilweise bewaldet und wurden zugänglich gemacht.
Die Tagesanlagen von Schacht 3 sind nach der Stilllegung nahezu komplett abgerissen worden. Heute ist nur noch das ehemalige Eingangstor an der Dortmunder Straße vorhanden; der Schachtbereich mit der Abdeckung von Schacht 3 wurde umzäunt.
Der Schacht 4 befand sich ca. 1500 m nordöstlich von der Schachtanlage 3 an der heutigen Straße Reckerdingsweg. Ein Zechengebäude ist noch vorhanden; das einstige Werksgelände befindet sich ebenfalls im Privatbesitz. Im Straßengraben des Reckerdingsweges gegenüber der Schachtanlage finden sich außerdem noch Fundamente der ehemaligen Seilbahn, die 1905 zwischen den Schachtanlagen 1/2 und 4 errichtet wurde.